# Papa Grgur
Ukupno su bila šesnaestorica papa s imenom Grgur te dvojica protupapa.
1. Grgur I.
2. Grgur II.
3. Grgur III.
4. Grgur IV.
5. Grgur V.
6. Grgur VI.
  - Grgur VI., protupapa
7. Grgur VII., Hildebrand
8. Grgur VIII.
  - Grgur VIII., protupapa
9. Grgur IX.
10. Grgur X.
11. Grgur XI.
12. Grgur XII.
13. Grgur XIII.
14. Grgur XIV.
15. Grgur XV.
16. Grgur XVI.